# Museo anatomico veterinario
Il Museo anatomico veterinario dell'Università di Pisa è stato fondato nel 1839 e accoglie reperti scheletri, preparati essiccati, in tassidermia e conservati in alcool, di specie animali domestiche.
Particolarmente rappresentato nelle collezioni è il cavallo per via della sua importanza socio-economica. Il museo ospita anche reperti di specie esotiche tra cui molti preparati di dromedario provenienti dalla tenuta di San Rossore.